# Północna grań Rysów

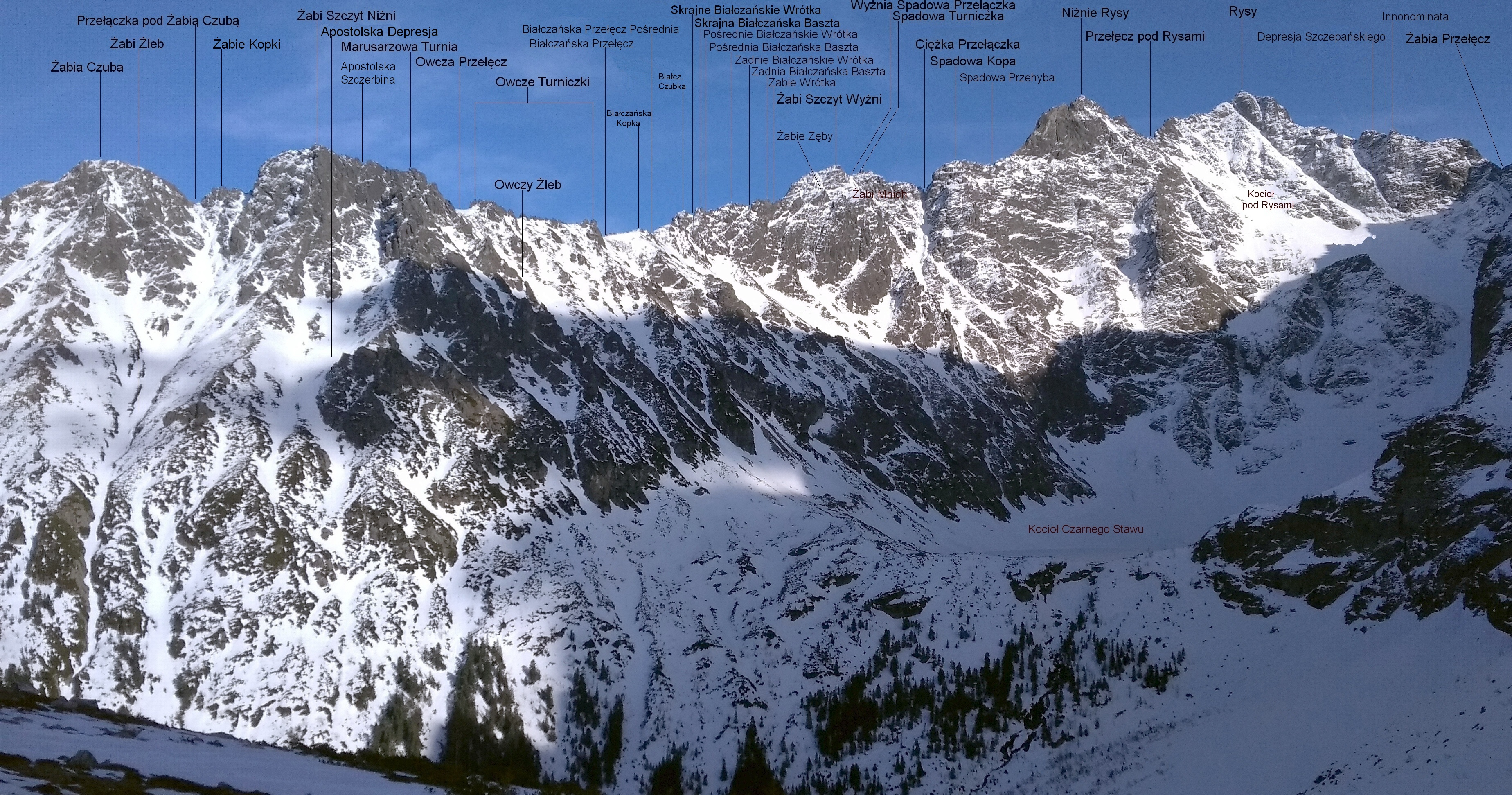

Północna grań Rysów (słow. Hlavná os J hrebeňa Rysov) – długa grań odbiegająca od północnego szczytu Rysów (2499 m) w kierunku północnym i opadająca w widły Białej Wody i Rybiego Potoku w Tatrach. Oddziela znajdującą się w Polsce Dolinę Rybiego Potoku od słowackiej Doliny Białej Wody. Granią tą biegnie granica polsko-słowacka.
Północna grań Rysów ma kilka bocznych odgałęzień. Kolejno znajdują się w niej:
- Rysy (Rysy) 2499 m
- Przełęcz pod Rysami (Sedielko pod Rysmi) 2365 m
- Niżnie Rysy (Malé Rysy) 2430 m
  - Bula pod Rysami 2054 m
  - boczna, wschodnia grań Niżnich Rysów (V rameno Malých Rysov)
    - Pośrednia Spadowa Przełączka (Prostredná Kamzíčia štrbina) ok. 2215 m
    - Ciężka Turniczka ok. 2220 m
    - Niżnia Spadowa Przełączka (Kamzíčia štrbina) ok. 2190 m
    - Ciężka Turnia (Česká veža) 2254 m
      - północno-wschodnia grań Ciężkiej Turni
      - południowo-wschodnia grań Ciężkiej Turni

  - Tomkowe Igły
- Spadowa Przehyba (Spádová priehyba) ok. 2245 m
- Kopa Spadowa (Spádová kopa) 2252 m
  - zachodni filar Kopy Spadowej
    - Czołówka Spadowej Kopy (Čelovka Spádovej kopy)
- Ciężka Przełączka (Ťažká štrbina, Česká štrbina) 2205 m
- Spadowa Turniczka (Spádová vežička) ok. 2250 m
- Wyżnia Spadowa Przełączka (Vyšná Kamzíčia štrbina) 2235 m. Jest to przełęcz zwornikowa. Północna grań Rysów rozgałęzia się na niej na dwie granie. Główny ciąg to Żabia Grań
  - północno-zachodnia Żabia Grań (Žabí hrebeň)
  - północno-wschodnia główna grań Młynarza (Hlavný hrebeň Mlynára)[3][1][2]